# Sam Altman
Samuel H. "Sam" Altman, född 22 april 1985, är en amerikansk entreprenör, programmerare, riskkapitalist och bloggare. Han är ordförande i Y Combinator, ett inkubatorbolag som bland annat finansierat Dropbox och Reddit. Tillsammans med Elon Musk var han även medordförande i OpenAI.
Altman var VD för OpenAI fram till 17 november 2023 då han något överraskande för både marknaden och finansiärer som Microsoft blev uppsagd under något ovanliga omständigheter jämfört med vad som är brukligt. Den 22 november 2023 återvände Altman som VD på OpenAI efter att en stor majoritet av företagets anställda krävde avgången av företagets styrelse samt Altmans återvändo, under hot om uppsägning.